# Leona de Bujalance
La Leona de Bujalance es una escultura ibera que data del siglo V a. C. Esta escultura, que representa a un tipo de felino o un can, fue posiblemente tallada en un taller de los turdetanos, pueblo que habitaba la Turdetania, región ibera situada al sur de la península ibérica.[cita requerida] La escultura está tallada en piedra caliza de color blanco-amarillenta. Tiene unas dimensiones de 62 cm de altura, 89 cm de largo y 28 cm de profundidad.

## Historia y descripción
Fue descubierta en los años 1930 en una finca llamada Los Aguilones, en el término municipal de Bujalance (España). Se cree que se trata de un objeto funerario destinado a acompañar los restos mortales de algún personaje poderoso de la época, al igual que otras muchas representaciones de animales fantásticos de la época íbera. Actualmente se conserva en el Museo Arqueológico y Etnológico de Córdoba, Córdoba (España).
Se trata de una figura zoomorfa con cabeza de león situada de frente. El animal tiene los dientes apretados, con la lengua colgando por fuera de la boca. La cabeza tiene forma cúbica y un cuello largo. Posee una melena tratada de forma simétrica, con crines labradas y la cola está enrollada sobre el muslo izquierdo. No se conserva la parte inferior de las patas.